# Joshua Hailey
Pour les articles homonymes, voir Hailey.
Joshua Hailey est un corsaire américain actif pendant la guerre de 1812. 
Il est placé à la tête du navire corsaire True Blood Yankee au début de l'année 1813. Ce corsaire, un sloop of war gréé en brick, avait été construit à Blackwall (Londres) et lancé le 30 juillet 1806 sous le nom de HMS Challenger. Capturé par la frégate impériale française Pregel, en mars 1811, le Challenger est vendu à Brest le 29 juillet. Il est acheté par le négociant américain Henry Preble qui l'arme à la course. Sous son nouveau nom de True Blood Yankee, il quitte Brest le 1er mars 1813 pour s'attaquer au commerce en mer d'Irlande.  
Dès la deuxième croisière, Joshua Hailey est remplacé par Thomas Oxnard, neveu d'Henry Preble.  
Quant au True Blood Yankee il finit par être capturé par le sloop anglais Hope le 24 juin 1813 dans la Manche.

## Source
- (en) Cet article est partiellement ou en totalité issu de l’article de Wikipédia en anglais intitulé « USS_Hailey#Namesake » (voir la liste des auteurs).